# Димитрије Побулић
Димитрије Побулић (10. маја 1994) српски је фудбалер, који тренутно наступа за Графичар.

## Трофеји и награде
Раднички Пирот
- Српска лига Исток: 2018/19.[7]